# Cádiz
Cádiz (andalusisch Cái, latinisiert Gades) ist die Hauptstadt der Provinz Cádiz in der Autonomen Region Andalusien in Süd-Spanien mit 110.914 Einwohnern (Stand: 2024). Darüber hinaus ist sie Bischofsstadt des Bistums Cádiz y Ceuta. Die Einwohner von Cádiz werden Gaditanos genannt.

## Lage und Klima

### Lage
Die Altstadt von Cádiz liegt am Atlantik auf einer – heute durch Brücken mit dem Festland verbundenen – Felseninsel in der Bucht von Cádiz etwa 120 km (Fahrtstrecke) südlich von Sevilla bzw. ca. 120 km nordwestlich von Gibraltar.

### Klima
Das Klima wird in hohem Maße vom Atlantik geprägt; die Temperaturen sind entsprechend wechselhaft. Regen (ca. 600–700 mm/Jahr) fällt hauptsächlich in den Wintermonaten.

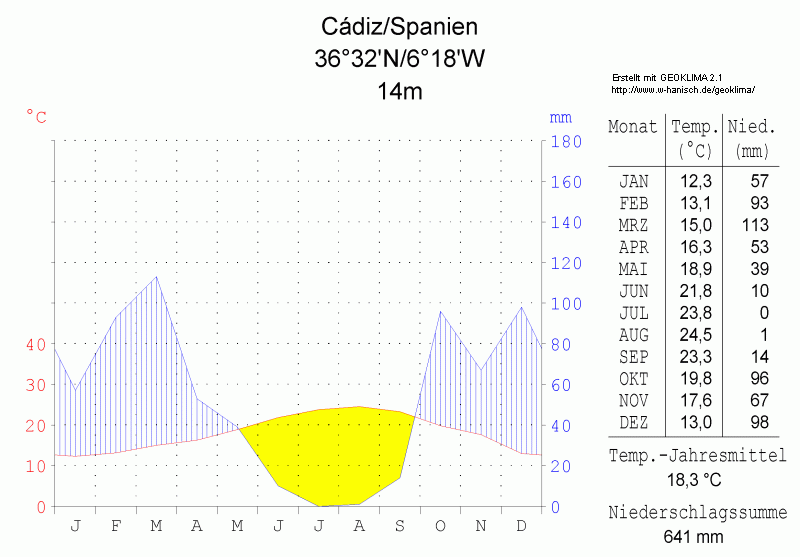
Klimadiagramm von Cádiz

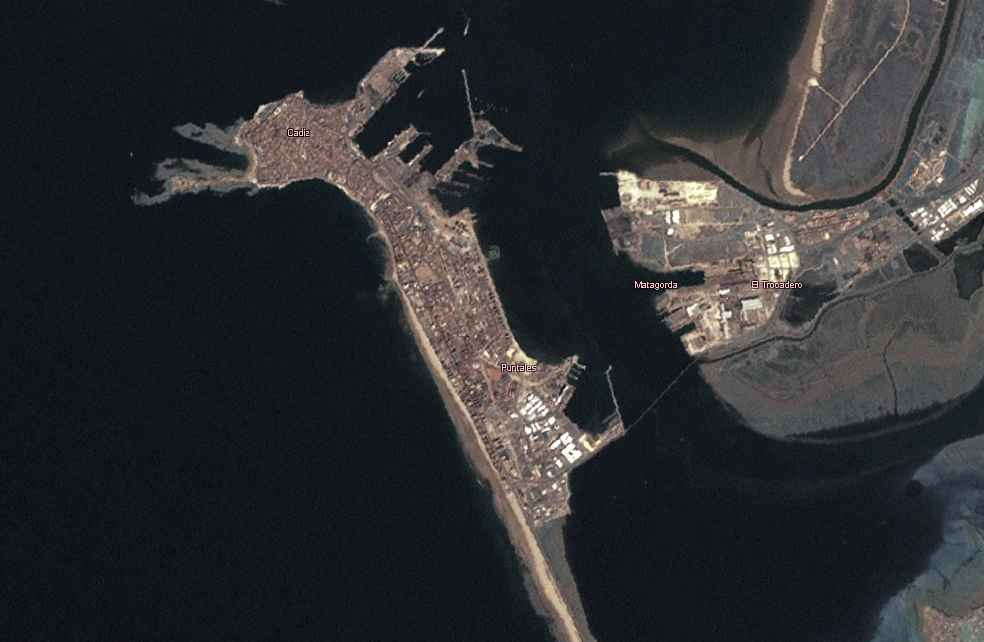
Satellitansicht

Im Gegensatz zu den Orten innerhalb der Provinz ist das Klima vom Meer geprägt. Im Sommer sind Temperaturen um 30 °C vorherrschend. Der Atlantik und der Wind bestimmen das Klima. Bei Wind aus westlicher Richtung (Poniente), der kühle Atlantikluft transportiert, liegen Temperaturen um 30 °C, bei Levante, einem heißen Ostwind ähnlich den Föhnwinden der Nordalpen, werden über 40 °C erreicht. Selbst am Strand ist es manchmal unangenehm, denn der meist starke Wind wühlt den Sand auf und bläst ihn über den Strand. Im Gegensatz zu den anderen Stränden ist der Strand Playa de la Victoria durch die Bebauung relativ gut vor dem Wind geschützt. Die Perioden des Levante sind unregelmäßig und können zwischen zwei Tagen bis zu einem ganzen Monat andauern.

## Bevölkerung
Die Hafenstadt Cádiz war lange Zeit die vielleicht weltoffenste Stadt Spaniens, doch hat die Isolation des Landes während der Franco-Ära vieles davon zunichtegemacht. Heute wirkt die Stadt eher provinziell.
| Jahr      | 1857   | 1900   | 1950    | 2000    | 2020    |
| Einwohner | 70.811 | 69.382 | 100.249 | 140.064 | 114.442 |

## Geschichte

Cádiz in phönizischer Zeit mit damaliger Küstenlinie. Ganz im Süden das Heiligtum des Melkart. Westlich der Stadt die Tempel der phönizischen Götter Astarte und Baal-Hammon.

Cádiz gehört zu den ältesten Städten Westeuropas. Der Legende nach wurde die Stadt durch Herakles gegründet; darauf beruft sich noch heute das Stadtwappen mit der Inschrift „Hercules Fundator Gadium Dominatorque“ (Herkules, Gründer und Herrscher von Cádiz).

### Phönizier und Karthager: Gadir
Geschichtlich gesehen wurde Cádiz (phöniz.: 𐤂𐤃𐤓(𐤀), (ʾ)gdr (Gadir), d. h. „Festung“; griechisch Gadeira) von phönizischen Kauffahrern aus Tyros als Militärstützpunkt und Warenumschlagplatz gegründet. Die phönizischen Kolonisten erkannten die günstige Lage der Insel (erst im 17. Jahrhundert wurde sie zu einer Halbinsel) an der Mündung des Guadalete, in der Nähe des an Silber reichen Tartessos sowie auf halbem Weg zu den „Zinninseln“ (Britannien).
Der römische Historiker Velleius Paterculus gibt zwar als Zeitpunkt der Grundsteinlegung „80 Jahre nach dem Trojanischen Krieg“ an, also etwa 1100 v. Chr. nach einigen antiken Datierungen des Kriegs; archäologisch nachgewiesen ist eine Besiedlung des Gebiets jedoch erst ca. 300 Jahre später, wobei die ältesten Funde unter dem Teatro Cómico in Cadiz zum Vorschein kamen und ins späte 9. oder frühe 8. Jh. v. Chr. datieren.
Unter den Phöniziern, und später unter den Karthagern, wurde Gadir zu einem blühenden Handelszentrum. Seit dem 7. Jahrhundert v. Chr. gab es westphönizische Werkstätten, aus denen Gegenstände orientalischer Tradition stammen. Eine Bronzekanne von Torres Vedras stammt vermutlich aus einer gaditanischen Werkstatt. Das archäologische Museum der Stadt beherbergt zwei der äußerst seltenen phönizischen Sarkophage aus dem Jahre 541 v. Chr.
Mit der Ausbreitung der Herrschaft der Karthager im Westen kam Cádiz zu deren Reich und entwickelte sich seit etwa 500 v. Chr. zum bedeutendsten Handelszentrum des karthagischen Atlantikverkehrs. Die Stadt diente seit 237 v. Chr. Hamilkar Barkas als Ausgangspunkt für seine Feldzüge auf der Iberischen Halbinsel, ebenso Hannibal bei seinem Kriegszug des Jahres 218 v. Chr. Einige Jahre vor dem Ende des Zweiten Punischen Krieges zogen sich Hasdrubal und Mago nach der für sie unglücklich verlaufenen Schlacht von Ilipa (206 v. Chr.) nach Cádiz zurück. Während Hasdrubal bald nach Afrika zurückkehrte, wollten Überläufer den zurückgebliebenen Mago und die punische Besatzung den Römern ausliefern. Mago vereitelte den Abfall, fuhr dann zum Erhalt von Unterstützung nach Karthago und fand bei seiner Rückkehr die Tore von Cádiz verschlossen.

### Heiligtum des Melkart

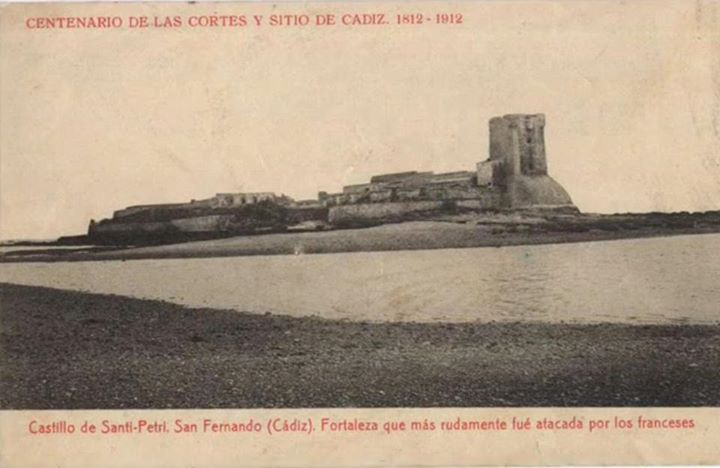
Die Insel Sancti Petri mit der im 13. Jh. am Standort des Melkarttempels errichteten Festung, 1912.

Berühmt war Cádiz in der Antike für sein Heiligtum des Melkart (Templo de Hércules Gaditano), des phönizischen Stadtgottes der Mutterstadt Tyros, der von Griechen und später Römern (fälschlicherweise) mit Herakles identifiziert wurde. Der Tempel lag auf der heutigen Isla de Sancti Petri etwa 18 km südlich der Stadt. Hannibal besuchte das Heiligtum vor seinem berühmten Zug über die Alpen. Als Poseidonios einen Monat in Cádiz verbrachte, besuchte er den Tempel ebenfalls. Seine teilweise bei Strabon erhaltenen Informationen darüber stellen eine wichtige Quelle für die heutige Kenntnis des Heiligtums dar, das vom almoravidischen Statthalter 1146 auf der Suche nach einem sagenhaften Schatz zerstört wurde. Da die Spanier ferner im 17. Jahrhundert ein Fort an der Stelle des antiken Tempels errichteten, blieben von diesem nur geringe Reste erhalten. Generell sind die Funde des antiken Cádiz recht spärlich; es fanden sich aber viele Münzen sowie Inschriften, die jedoch nicht sehr ergiebig sind.

### Römer: Augusta Urbs Iulia Gaditana

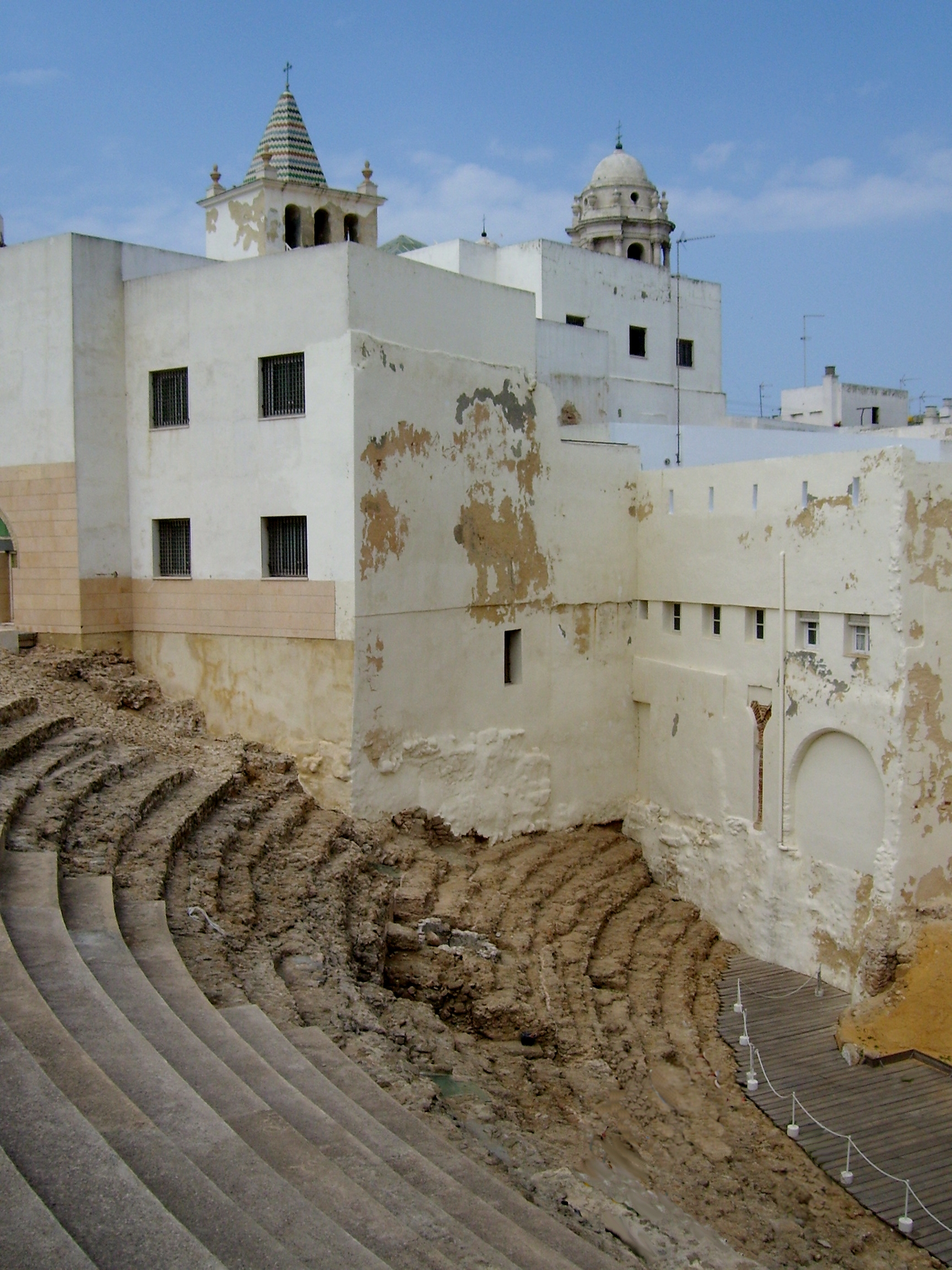
Das römische Theater von Cádiz: Blick auf die Zuschauerränge; im Hintergrund neuzeitliche Überbauung

Bald darauf kam die Stadt unter römische Herrschaft und erhielt den latinisierten Namen Gades.
Seitdem wurde Cádiz immer bedeutender und prosperierender. 49 v. Chr. leistete es Caesar in dessen Bürgerkrieg gegen Pompeius wertvolle Unterstützung. Caesar verlieh Cádiz das römische Bürgerrecht. Es wurde Municipium, erhielt unter Augustus den Namen Augusta Urbs Iulia Gaditana und entwickelte sich in der Kaiserzeit zu einer der reichsten und größten Städte im Westen des Römischen Reichs. Das römische Theater, heute zur Hälfte ausgegraben und restauriert, erinnert noch an die damalige Bedeutung der Stadt. Ein 75 km langer Aquädukt (Acueducto de Gades) versorgte die Stadt mit Süßwasser. Cicero hob in seiner Verteidigungsrede für den in Cádiz geborenen Balbus ihr Prestige deutlich hervor. Die puellae gaditanae, die Mädchen aus Cádiz, werden von Horaz und Plinius wegen ihres Tanzstiles erwähnt.

### Westgoten, Byzantiner, Araber und Reconquista
Mit dem Untergang des Römischen Reiches verlor auch Cádiz an Bedeutung. Die römische Provinz Baetica wurde Ende des 5. Jahrhunderts von den Westgoten erobert und die Stadt dabei zerstört. 552 wurde die Stadt durch die Armeen des oströmischen Kaisers Justinian I. erobert und in die byzantinische Provinz Spania eingegliedert. Unter König Leovigild konnte das Westgotenreich Gades aber 572 zurückerobern.
Der Statthalter des Kalifen von Damaskus in Tanger, Tāriq ibn Ziyād, begann Anfang 711 mit der maurischen Invasion der Iberischen Halbinsel und der islamischen Eroberung des Westgotenreichs. Die entscheidende Schlacht fand im Juli ganz in der Nähe von Gades statt. Die Eroberer bauten die Stadt (arabisch Djesirat Kadis) wieder auf.
Wikinger verwüsteten Kadis im Jahr 844.
Am 14. September 1262 eroberte der kastilische König Alfons X. Cádiz und vertrieb die Mauren. Er siedelte daraufhin in seinen nördlichen Reichsteilen lebende Christen in der Stadt an, für die nun ein Wiederaufstieg begann.

### Cádiz als Tor zur Neuen Welt

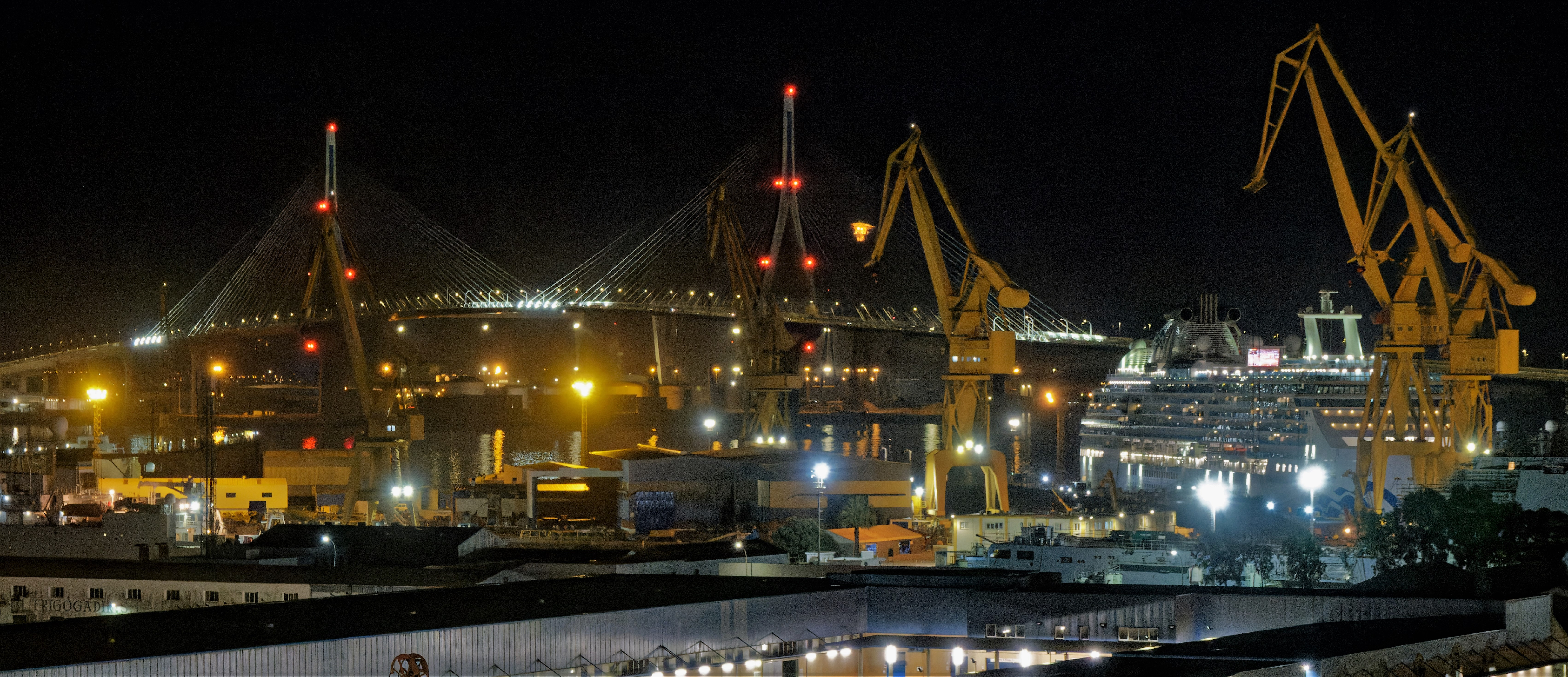
Im Hafen von Cadiz

Nach der Entdeckung Amerikas wurde Cádiz bedeutend und blühend als ein Hauptstapelplatz des spanischen Handels mit den überseeischen Kolonien und als Hafen der spanischen Silberflotte. Von einem kleinen Ort im Golf von Cádiz namens Puerto de Santa María aus war auch Kolumbus auf seiner zweiten Reise im Jahr 1493 zur Neuen Welt gesegelt.
Der Reichtum machte die Stadt zum Ziel von Barbareskenpiraten aus Algerien, die hier im 16. Jahrhundert mehrmals auf Beutezüge ausgingen, aber abgewehrt wurden, sowie zum Ziel feindlicher Attacken der Engländer. Letztere zerstörten im April 1587 unter Francis Drake die im Hafen befindliche spanische Flotte, wodurch die Armada erst ein Jahr später in See stechen konnte. Im Juli 1596 plünderten und verbrannten die Engländer unter Charles Howard, dem Earl von Essex und Walter Raleigh auch die Stadt selbst, äscherten die spanische Flotte erneut ein und zogen mit großer Beute ab. Im Rahmen des Englisch-Spanischen Krieges von 1625 scheiterten die Engländer beim Versuch, die Stadt zu erobern. 1649–1651 herrschte in Cádiz eine große Epidemie. Während des nächsten Englisch-Spanischen Krieges wurde Cádiz vom englischen Admiral Robert Blake von 1655 bis 1657 blockiert. Ein vom Herzog von Ormonde und Sir George Rooke unternommener Angriff im Jahr 1702 scheiterte.
Im 18. Jahrhundert wurde der Schwerpunkt des Handels mit den spanischen Kolonien in Amerika immer mehr von Sevilla nach Cádiz verlagert, weil letztere Stadt den besseren Hafen hatte. Cádiz erlebte eine neue Blütezeit, der auch das Erdbeben von 1755 keinen Abbruch tat. 1778 verloren Sevilla und Cádiz allerdings ihre Vorrechte als Monopolhäfen für den Handel mit den spanischen Kolonien.

### Cádiz im nachkolonialen Spanien

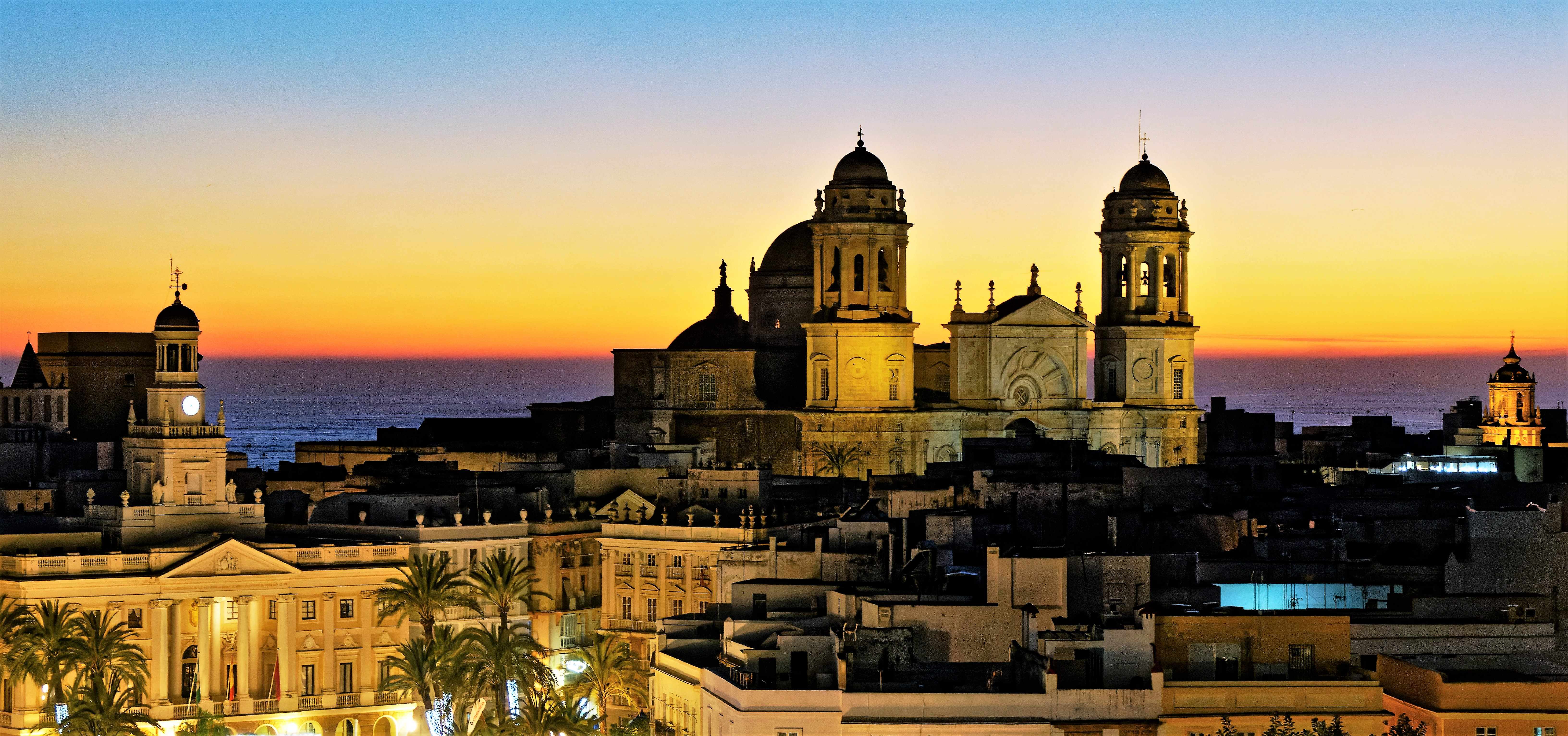
Abendstimmung in Cadiz

In der Zeit des Bündnisses zwischen Spanien und Frankreich wurde Cádiz 1797–1798 von den Engländern blockiert und 1800 von Admiral Nelson erfolglos bombardiert.
Während der Besetzung Spaniens durch französische Truppen im Spanischen Unabhängigkeitskrieg (1808–1814) blieb Cádiz als einzige Region Spaniens unbesetzt. Von 1810 bis 1813 residierte die Zentraljunta der aufständischen Spanier auf der Isla de León (Löweninsel) östlich der Stadt.
Vom 6. Februar 1810 bis zum 25. August 1812 belagerten und beschossen die Franzosen die Stadt, erst unter dem Kommando von Soult, dann unter Victor und Sébastiani, doch konnten sie nur einige Forts einnehmen; die Eroberung des auch von englischen Flotten von der Seeseite her geschützten Cádiz selbst misslang. Das siegreiche Vordringen Wellingtons zwang die Belagerer Ende August 1812 zum Abzug.
Im belagerten Cádiz wurde von 1810 an die erste spanische, liberal orientierte Verfassung ausgearbeitet, die nach ihrem Veröffentlichungsdatum, dem 19. März 1812 La Pepa (nach Josef von Nazaret – Pepe, dem Heiligen dieses Tages) genannt wurde. Nach der Restauration der Bourbonen 1814 setzte Ferdinand VII. die Verfassung außer Kraft, die 1820 durch revoltierende Bürger in der Spanischen Revolution wieder eingesetzt wurde.
Nach der französischen Invasion in Spanien floh die Regierung der Cortes mit dem von ihr gefangen gehaltenen König und dessen Familie am 14. Juni 1823 als letztem Zufluchtsort nach Cádiz, das vom Herzog von Angoulême belagert wurde und am 3. Oktober 1823 kapitulierte.
Während des Ersten Carlistenkrieges kam es in Cádiz insbesondere im Juli 1835 zu Unruhen. Am 17. September 1868 war die Stadt der Ausgangspunkt jener Revolution, die zum Sturz der Königin Isabella II. führte.
Der Verlust der spanischen Überseekolonien stellte einen schweren Schlag für den Handel von Cádiz dar. Nach 1900 wurde die veraltete Hafenkonstruktion modernisiert. Beim Ausbruch des Spanischen Bürgerkriegs fiel Cádiz fast sofort (Juli 1936) in die Hände der Faschisten. Für diese war es der bedeutendste Hafen zur Überführung der in Nordafrika befindlichen Soldaten General Francos.

## Sehenswürdigkeiten

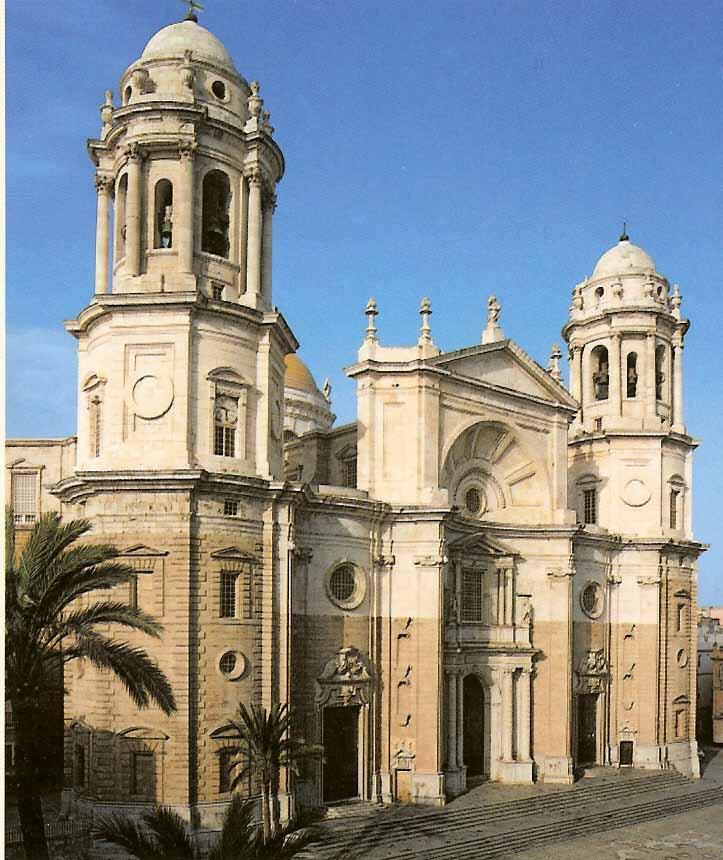
Kathedrale von Cádiz

Die Altstadt mit den Vierteln (spanisch barrios) El Pópulo, La Viña und Santa María steht in starkem Kontrast zu den Hochhäusern der modernen Neustadt. Das Stadtbild ist durch viele kleine Plätze geprägt.

### Altertum
- phönizische Sarkophage aus dem 5. Jahrhundert v. Chr. im Museum von Cádiz
- Factoría de Salazones romana, eine römische Produktionsstätte für Garum, die erst 1995 entdeckt wurde.

### Mittelalter
- Kirche des Heiligen Kreuzes (Iglesia de Santa Cruz) – „alte Kathedrale“ mit Grundmauern aus dem 13. Jahrhundert.

### Barock
- Kastell Santa Catalina, Ende de 16. Jahrhunderts
- Kastell San Sebastian, frühes 18. Jahrhundert
- Kathedrale (catedral) aus dem 18. Jahrhundert, in der Krypta das Grab des Komponisten Manuel de Falla; einer der beiden Türme (Torre Poniente) kann bestiegen werden.
- Oratorium San Felipe Neri (Der Ort, an dem die erste spanische Verfassung konstituiert wurde) aus dem 17. Jahrhundert
- Die Heilige Höhle (La Santa Cueva) aus dem 18. Jahrhundert (mit Gemälden von Francisco de Goya)
- Torre Tavira, seit 1994 mit Camera obscura

### 19. Jahrhundert
- Theater (Gran Teatro Falla, benannt nach Manuel de Falla), Neomudejarstil
- Markthalle an der Plaza Libertad.

### 20. Jahrhundert
- Plaza España, das Monument erinnert an die Cortes und die Verfassung von 1812
- Altes Badehaus am Stadtstrand (Balneario de la Palma) aus den 1920er Jahren – Hier, nicht in Havanna, stieg Halle Berry in „James Bond 007 – Stirb an einem anderen Tag“ aus dem Wasser.

### Verschiedenes
- Plaza de Mina, dort auch das Geburtshaus von Manuel de Falla und das Museum von Cádiz (Museo de Cádiz) mit einer archäologischen Abteilung und einer Gemäldesammlung – darunter mehrere Werke von Francisco de Zurbarán
- Museo de las Cortes de Cádiz, das sich seit 100 Jahren mit der Geschichte der Stadt befasst, mit Stadtmodell von 1777
- Museo-Taller Litográfico

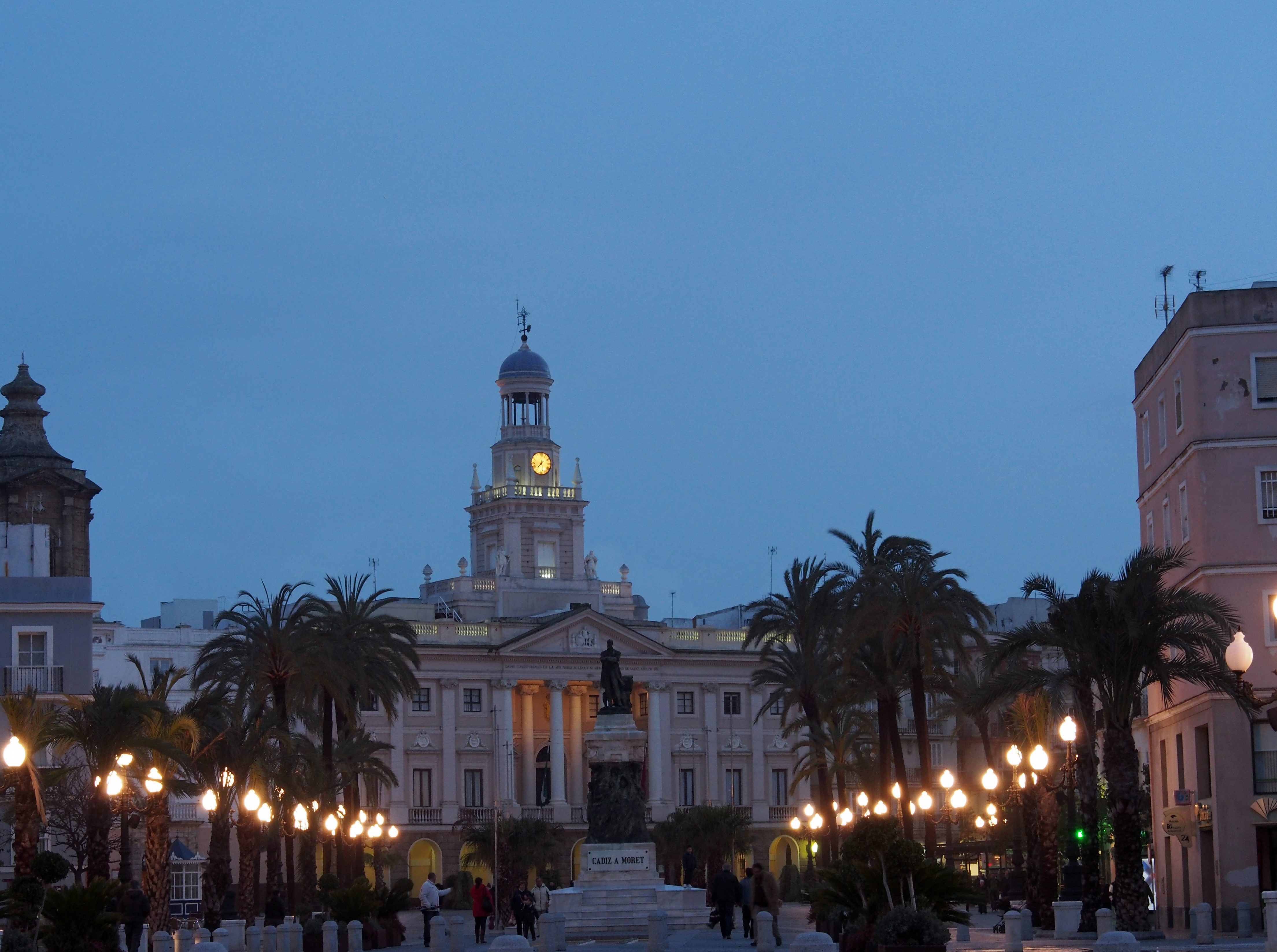
Rathaus
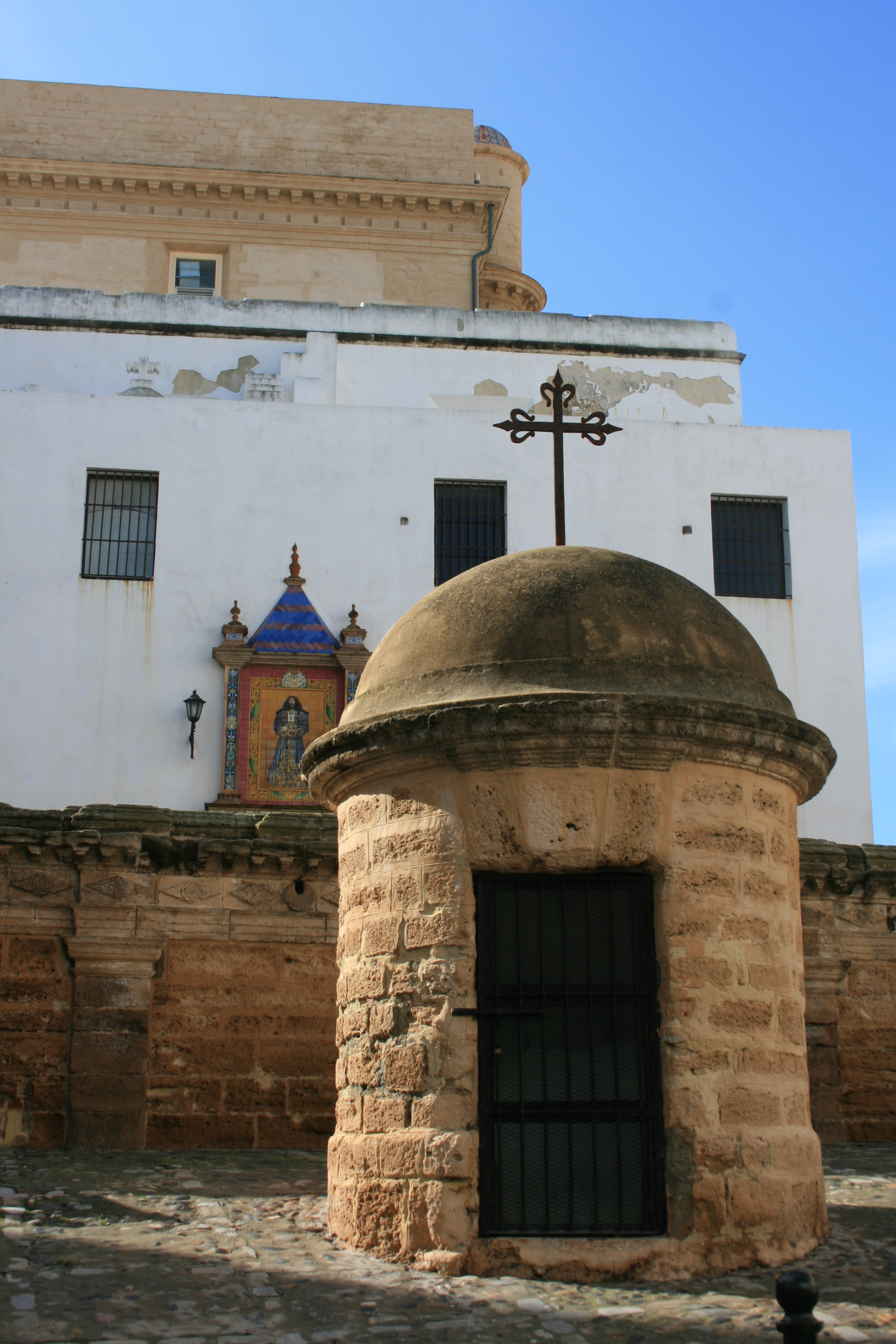
Die alte Kathedrale Iglesia de Santa Cruz
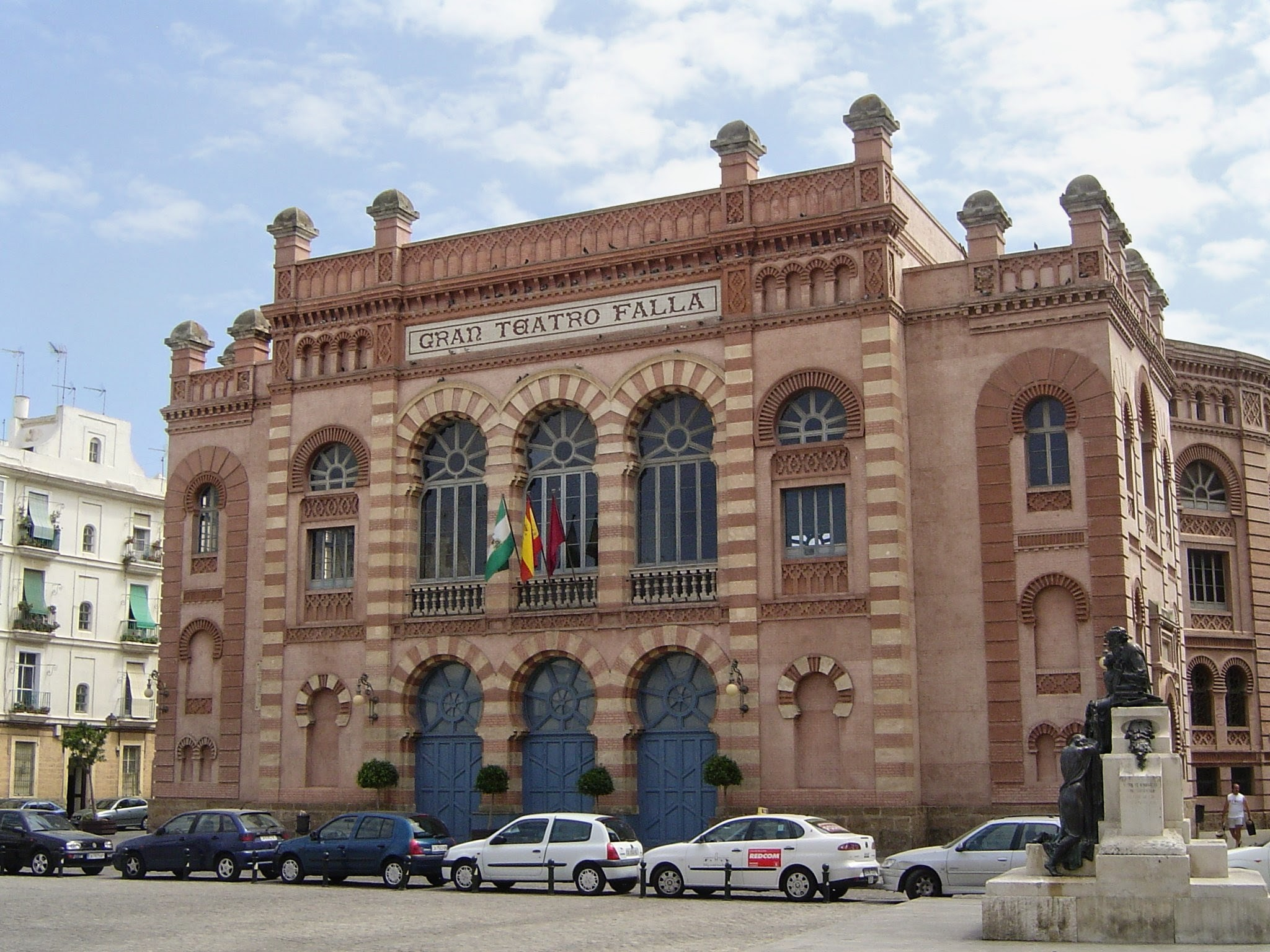
Theater Falla
Typische Straße der Altstadt
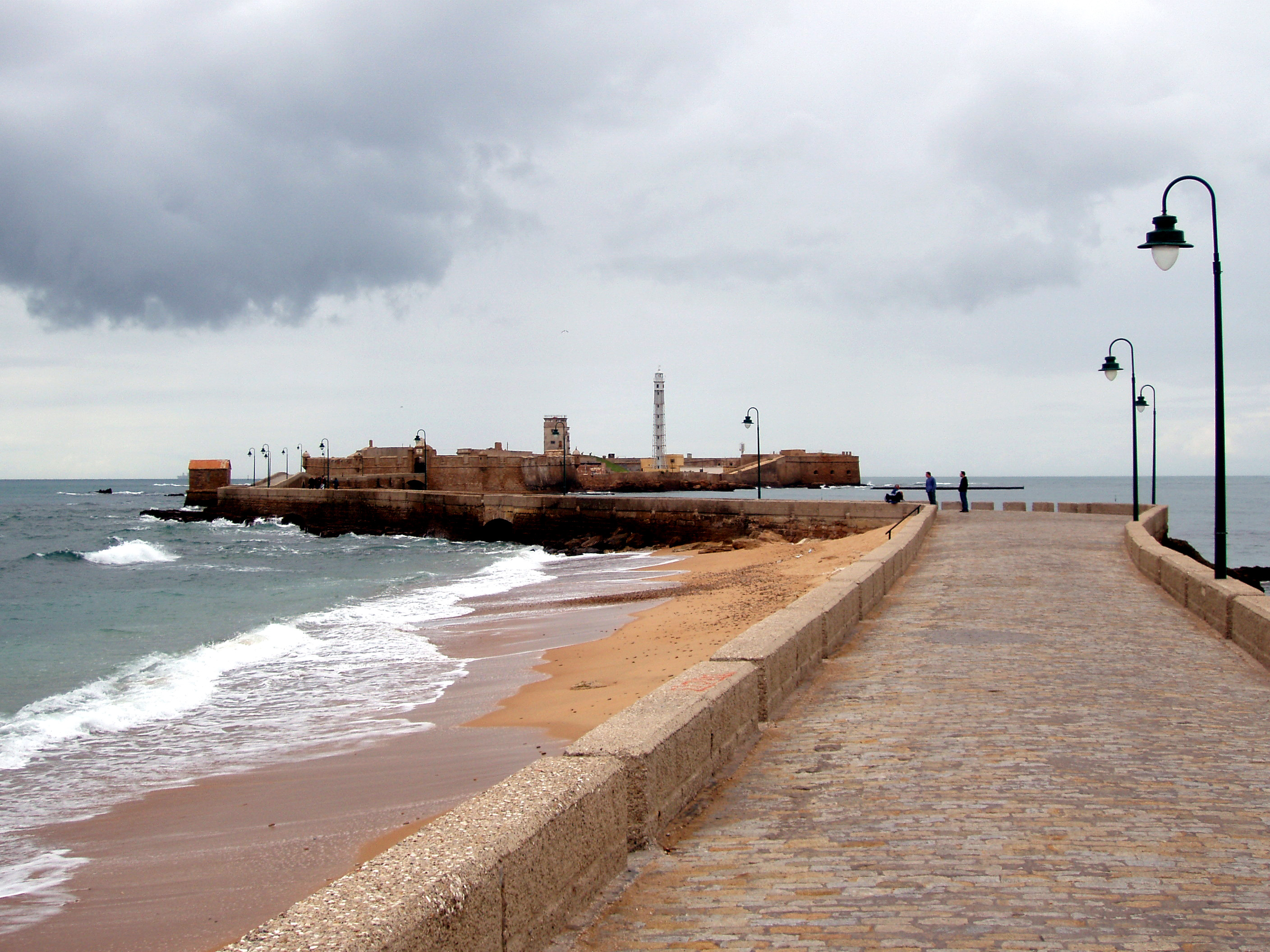
Castillo de San Sebastián
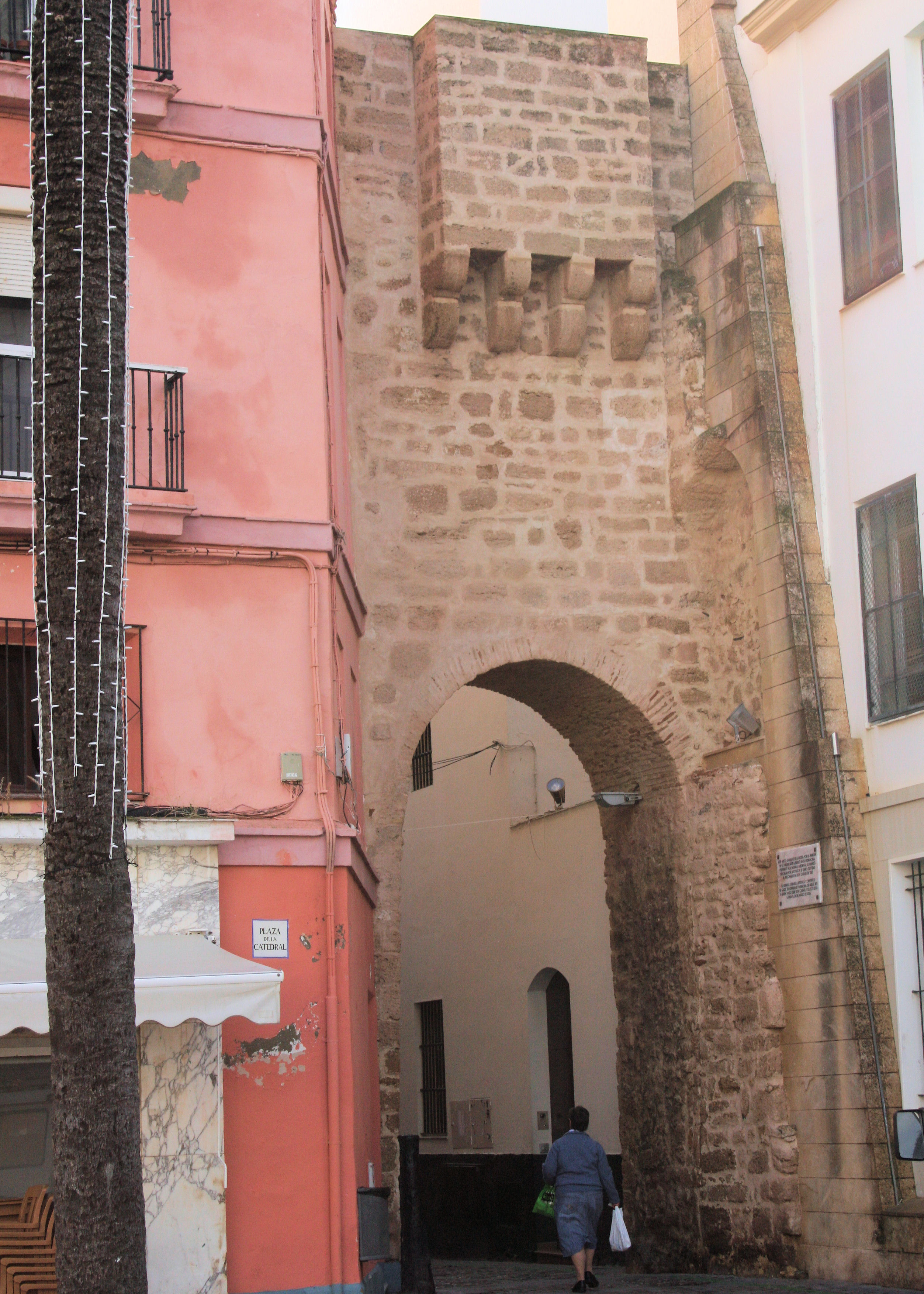
Eines der alten Stadttore
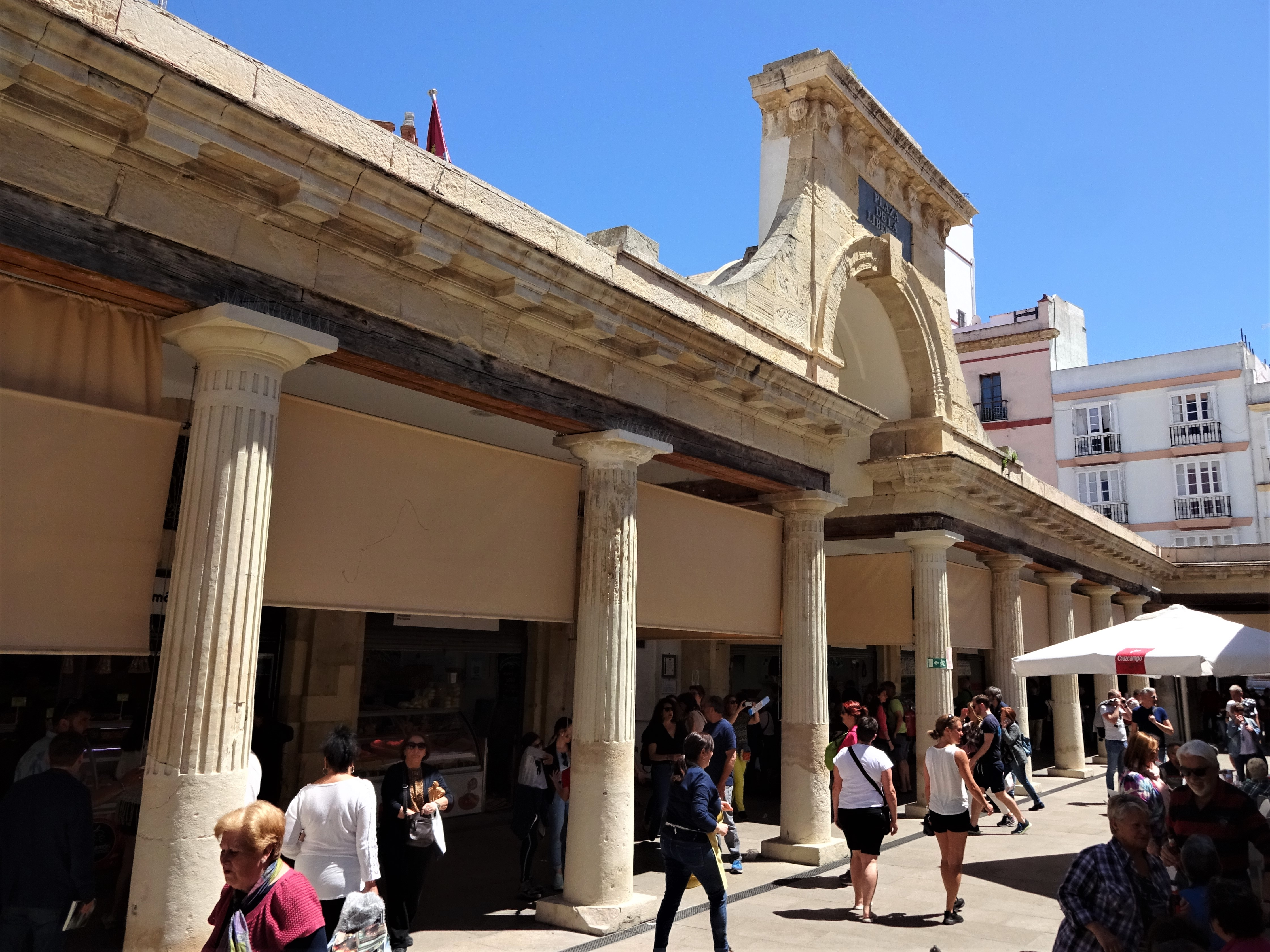
Eingangsportal zur Markthalle an der Plaza Libertad
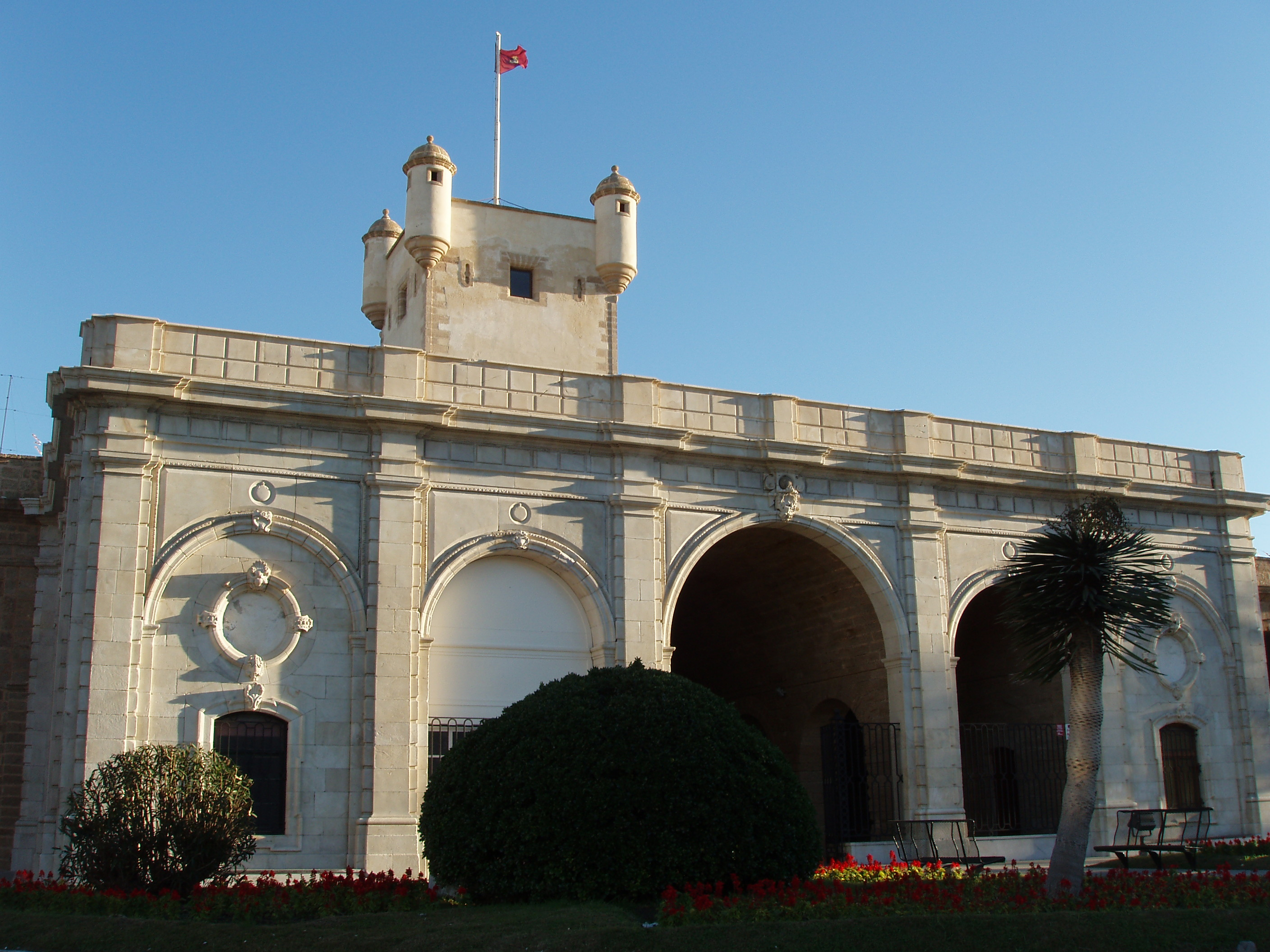
Stadttor
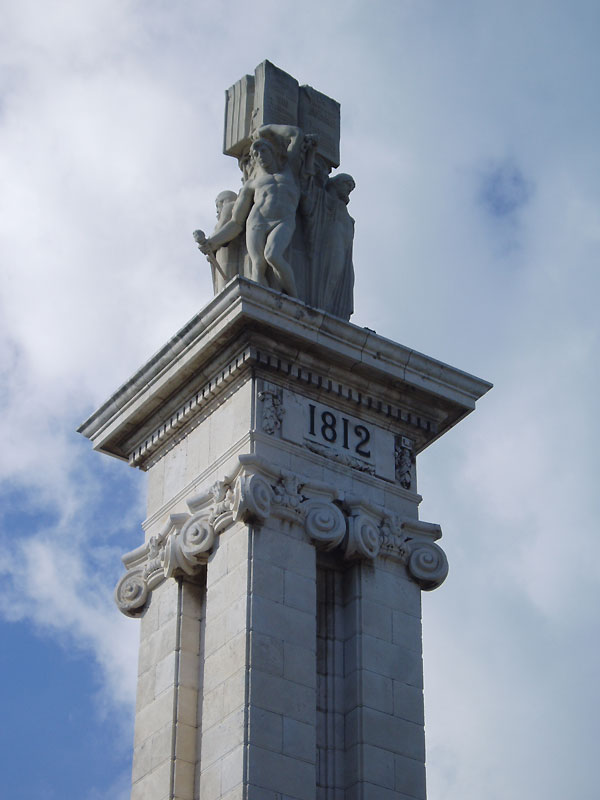
Verfassungsdenkmal
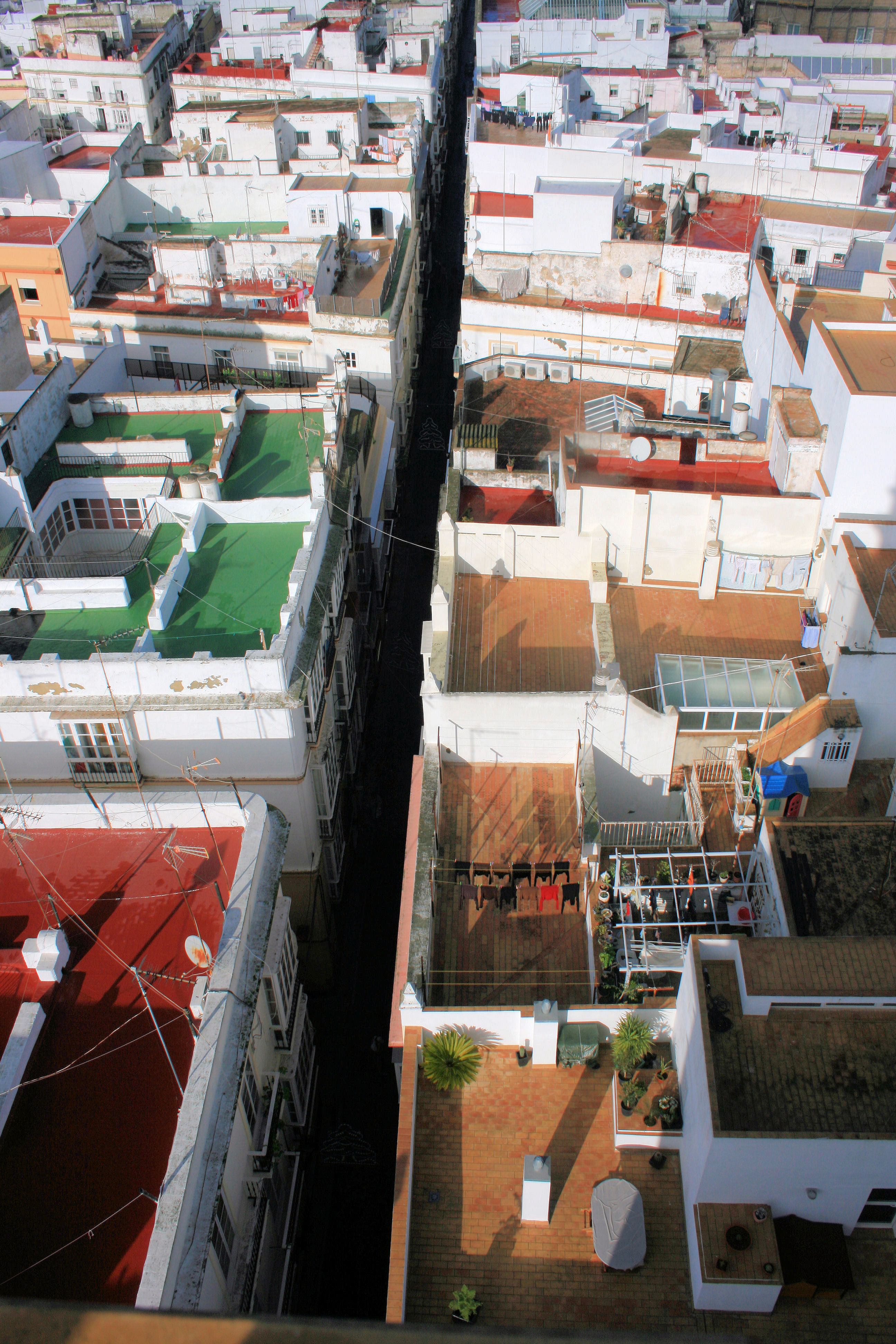
Blick von der Torre Tavira auf die Dachterrassen
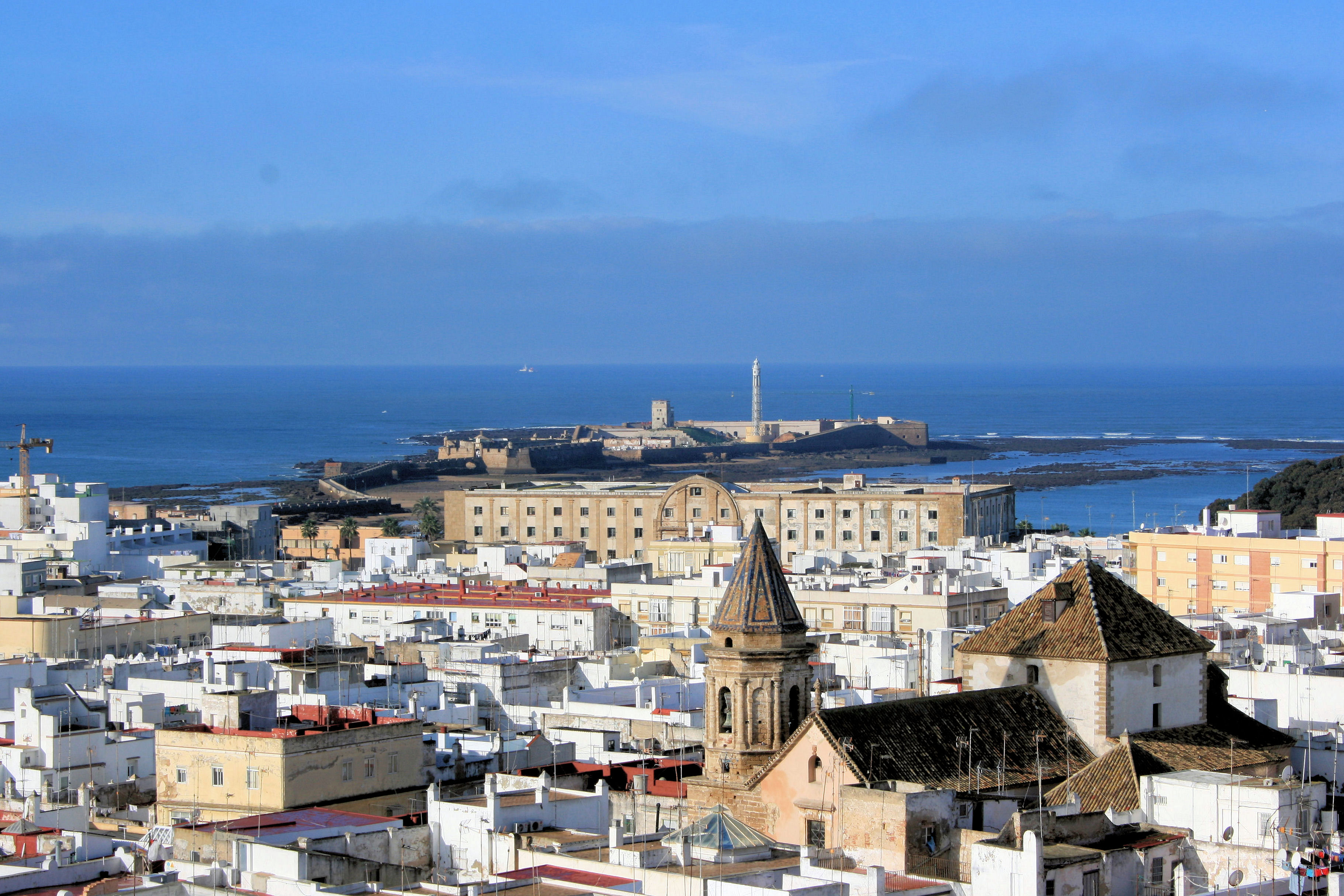
Blick von der Torre Tavira auf die Festung
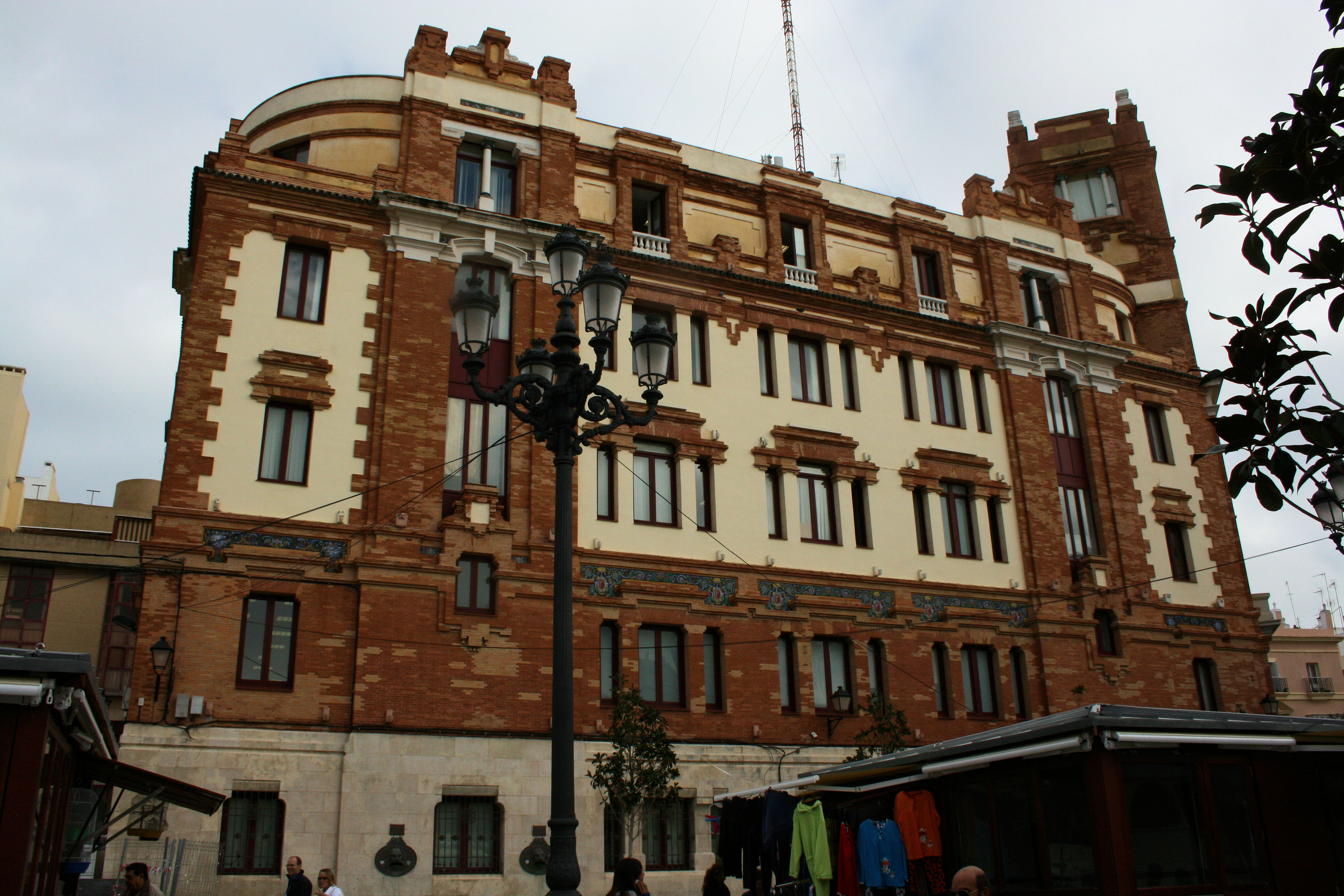
Postgebäude
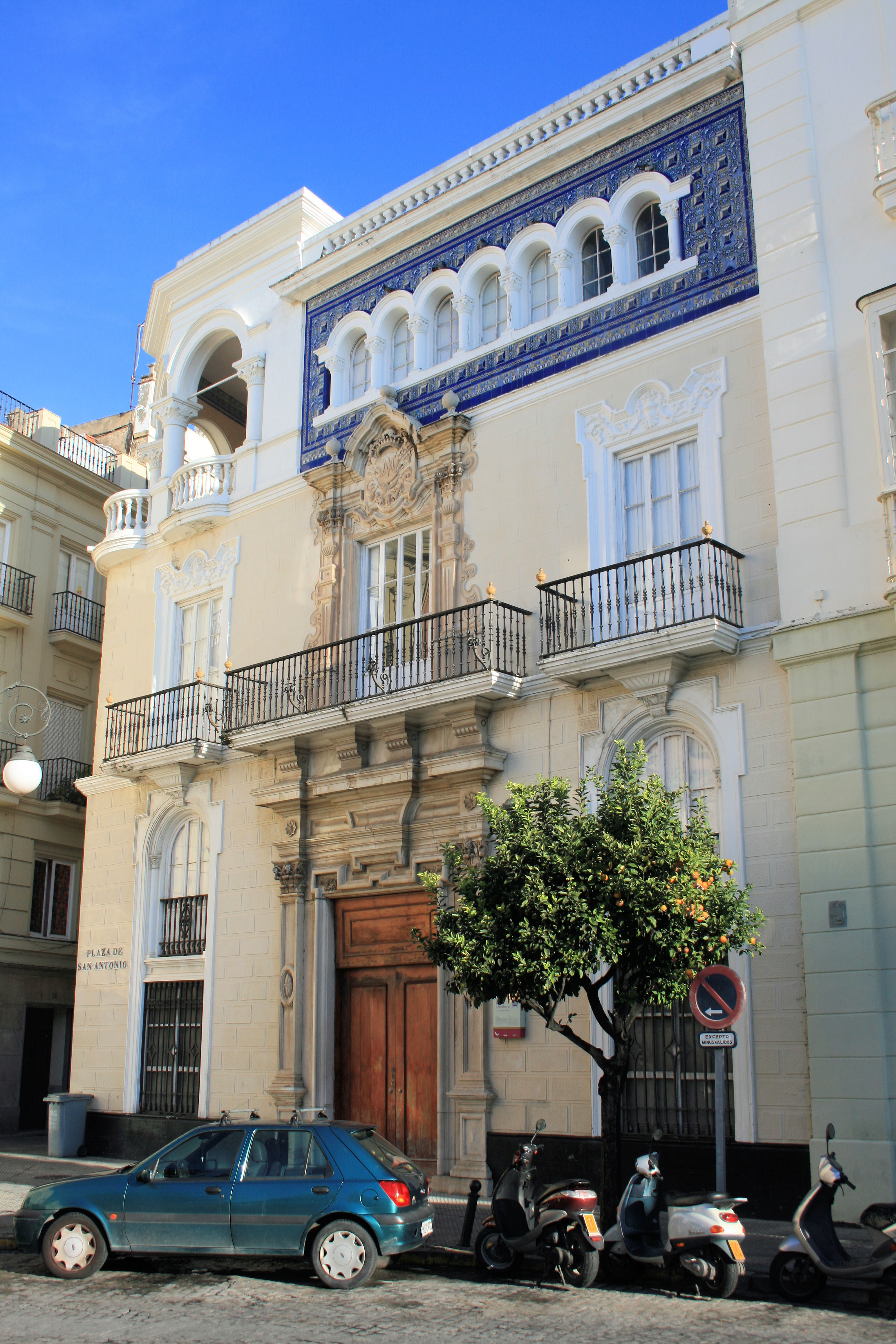
Haus an der Plaza San Antonio
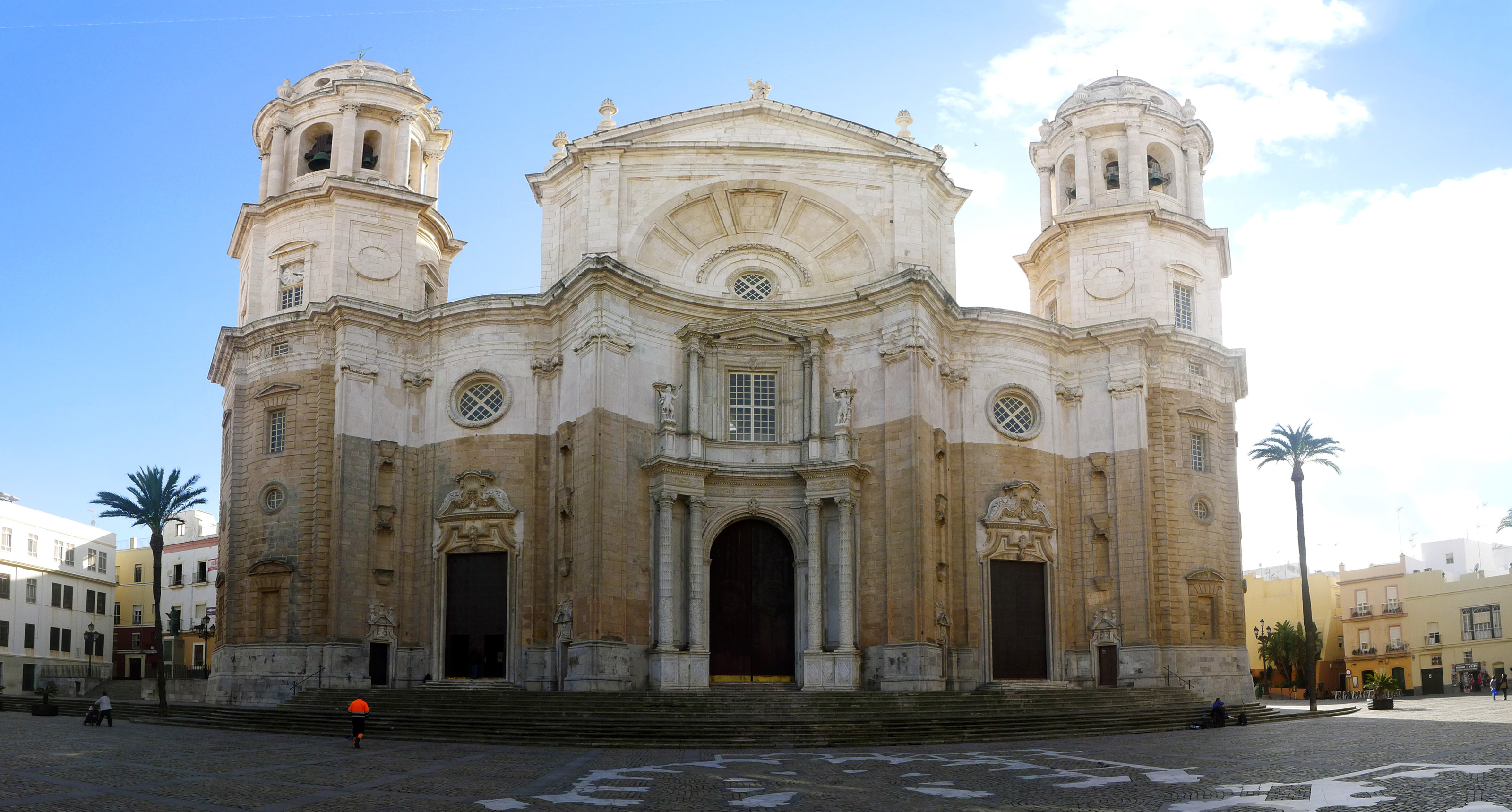
Frontalansicht der Kathedrale

## Feste
- Carnaval de Cádiz (zur gleichen Zeit wie in Deutschland – Februar). Einzigartig und weltweit bekannt. Besondere Höhepunkte sind die Chirigotas, Comparsas und der Tag, an dem die ganze Stadt verkleidet ist.
- Semana Santa
- Feria
- Trofeo Ramón de Carranza im August. Fußballturnier mit anschließendem Massengrillen am Strand. Zu diesem Ereignis sind 300.000 Leute in der Stadt.

## Tourismus
Bekannt ist Cádiz vor allem bei den einheimischen Sommerurlaubern. In den Sommermonaten kommen tausende Familien aus Madrid, Barcelona und vielen anderen Orten aus ganz Spanien hierher. Der Tagestourismus, den die zahlreichen Kreuzfahrtschiffe mitbringen, ist ebenfalls ein wichtiger Bestandteil des Tourismus.

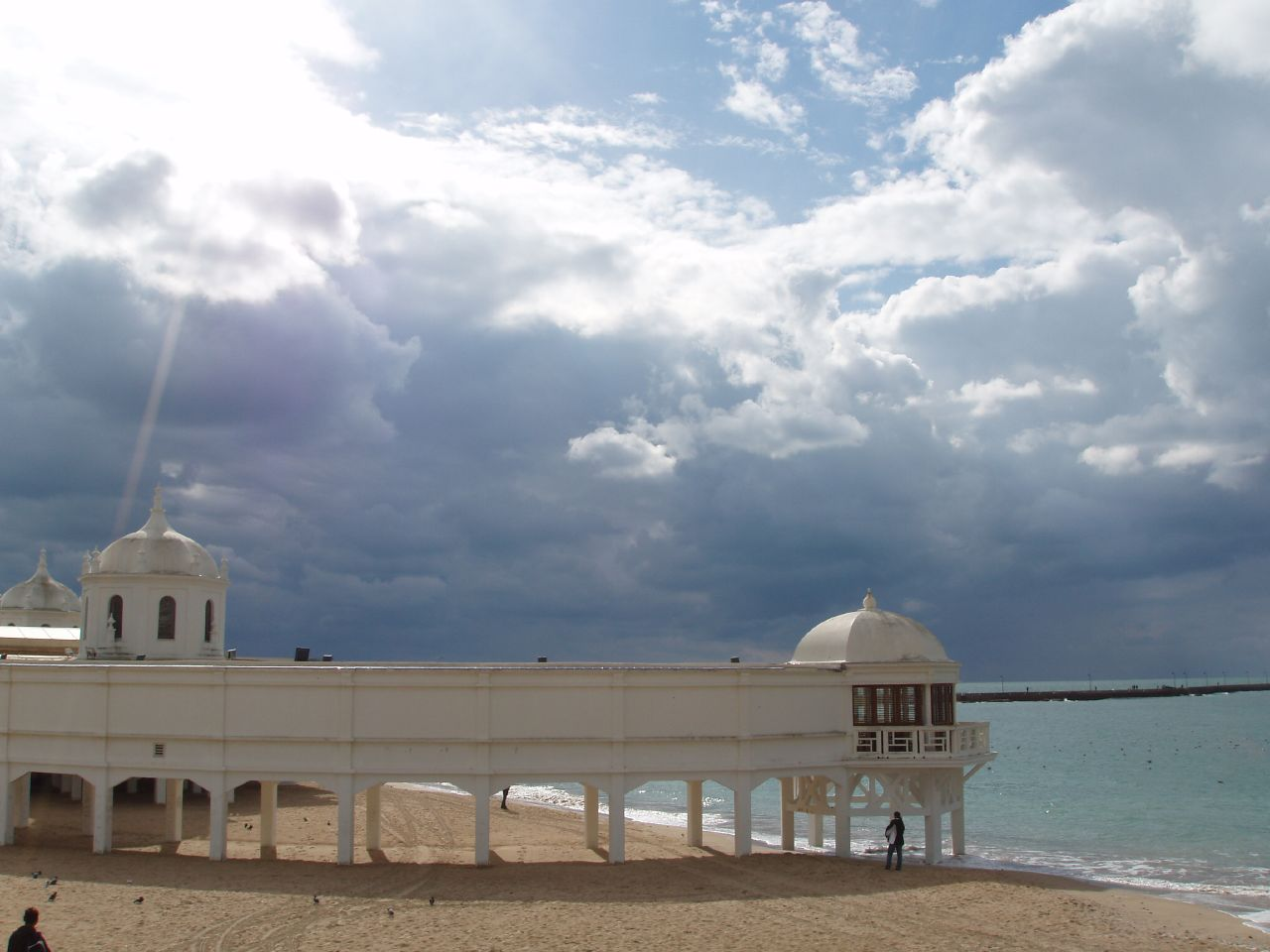
La Caleta

## Strände
- Playa la Caleta (Altstadt)
- Playa Santa María del Mar (Neustadt – Anfang eines 9 km langen Strandes)
- Playa de la Victoria (Neustadt – Mittelteil des Strandes)
- Playa de la Cortadura (Stadtgrenze – Ende des 9 km langen Strandes)

Feiner Sandstrand; mit der Blauen Flagge ausgezeichnet sind die Playas La Caleta, La Cortadura (Poniente) und La Victoria.

## Bildung
Seit 1979 ist die Stadt Sitz der staatlichen Universidad de Cádiz, deren Geschichte sich jedoch bis zur Mitte des 18. Jahrhunderts zurückverfolgen lässt.

## Verkehr

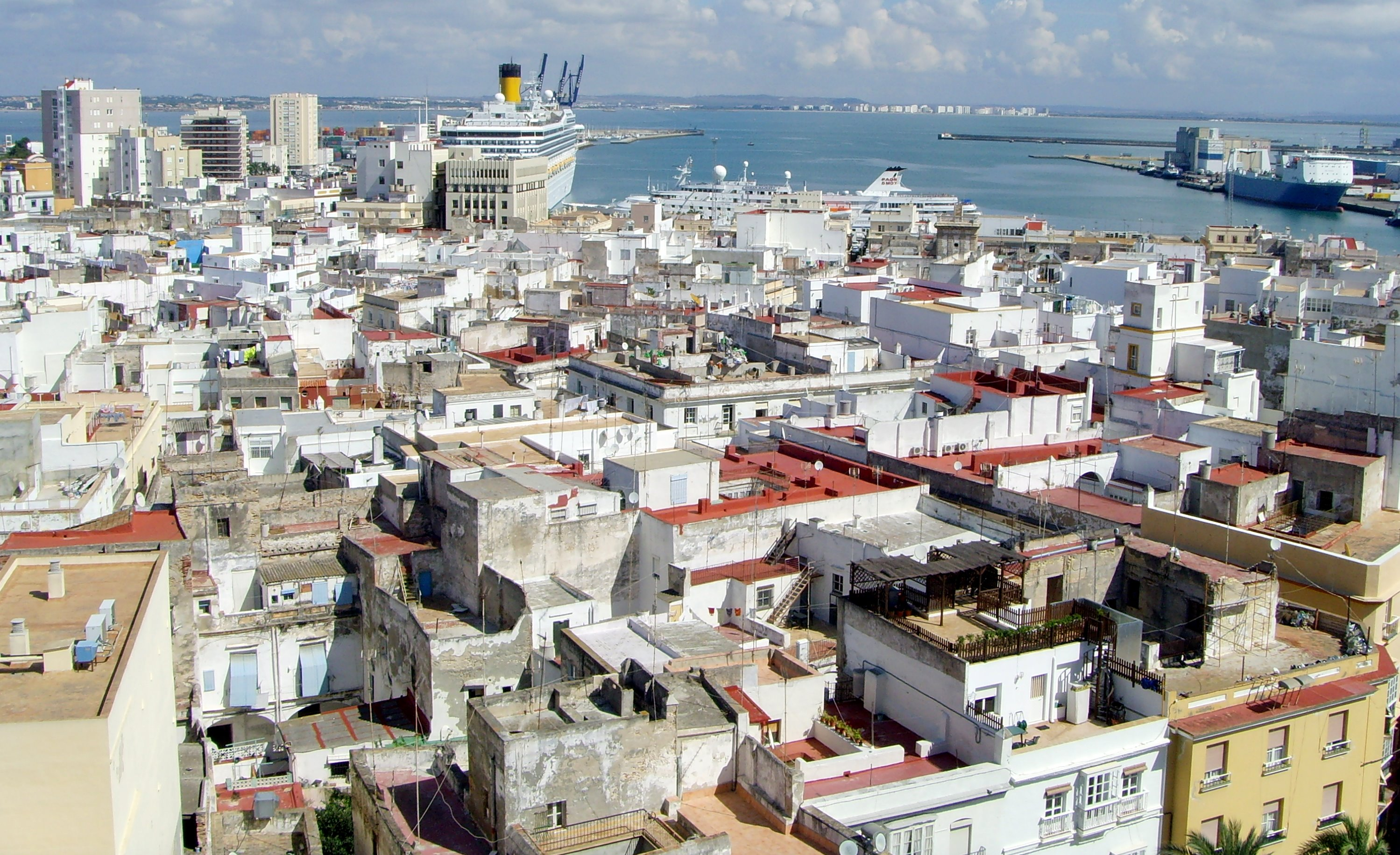
Blick auf den Hafen

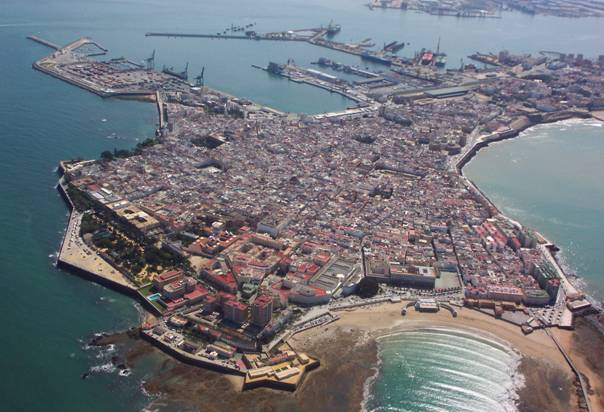
Luftaufnahme von Cádiz

### Schiff
Cádiz ist die größte atlantische Hafenstadt Andalusiens. Der Hafen Cádiz befindet sich im Norden. Von hier kommt man per Fähre z. B. zu den Kanarischen Inseln. Mit einer regelmäßigen Bootsverbindung (30' Fahrtdauer) erreicht man El Puerto de Santa María oder Rota. Außerdem legen in Cádiz viele große Kreuzfahrtschiffe an.
Der Schiffsweg zum Hafen durch den vorderen Teil der Bucht hat eine Breite von 250 m. Die Wasserfläche der Hafenbecken beträgt 224 ha.
Es stehen mehrere Kais zur Verfügung:
| Name                       | Tiefgang | Länge   | Nutzung                          | Ausstattung                                                          |
| -------------------------- | -------- | ------- | -------------------------------- | -------------------------------------------------------------------- |
| Muelle Alfons XIII         | 10 m     | 324 m   | Passagier-/RoRoSchiffe           | RoRo-Rampe bis 100 t; bewegliche Gangway                             |
| Muelle Reina Sofia         | 12–13 m  | 600 m   | Container-/Kreuzfahrtschiffe     | 3 Containerkräne, je 40 t Tragkraft                                  |
| Muelle Marqués de Comillas | 10 m     | 490 m   | Handels-, RoRo-Kreuzfahrtschiffe | 2 RoRo-Rampen mit je 100 t Tragkraft                                 |
| Muelle Reina Victoria      | 10 m     | 220 m   | Handels-, RoRoSchiffe            | 1 RoRo-Rampe mit 60 t Tragfähigkeit                                  |
| Muelle Ciudad              | 10 m     | 316 m   | RoRo-Schiffe                     | 1 RoRo-Rampe mit 100 t Tragfähigkeit                                 |
| Muelle Pesquero            | 6 m      | 1 374 m | v. a. Schiffskutter              | 167 m für Stückgut, 1207 m für Versorgung, Liegezeit und Reparaturen |

Für Sportboote gibt es zwei Anlagen mit je 6 m Tiefgang, den Puerto America mit 152 Liegeplätzen und den Real Club Náutico mit 179 Liegeplätzen.

### Straßenverkehr
Zu erreichen ist die Stadt mit Fernbussen und Pkw über drei Zufahrten:
- Die Straße über die Landzunge, die Cádiz und San Fernando verbindet,
- Die Puente José León de Carranza in Richtung Nordosten nach Puerto Real und El Puerto de Santa María.
- Im Jahr 2015 wurde eine zweite Brücke, die Puente de la Constitución de 1812, fertiggestellt. Ihr Name soll an die Verfassung von Cádiz aus dem Jahr 1812 erinnern. Diese Brücke sollte ursprünglich 2012, rechtzeitig zum 200-jährigen Jubiläum, fertiggestellt werden und Cádiz mit Puerto Real verbinden. Infolge der Wirtschaftskrise verschob sich die Eröffnung der Brücke und sie wurde am 24. September 2015 endlich eingeweiht.[24] Die Brücke ist mit rund 5 Kilometern Länge die längste Brücke Spaniens.

Die Autobahn AP-4 verbindet die Stadt über Jerez de la Frontera und Sevilla mit dem europäischen Autobahnnetz (E5).

### Bahnverkehr
Nach Cádiz führt die Bahnstrecke Alcázar de San Juan–Cádiz, die über Sevilla, Jerez de la Frontera und San Fernando auf die Halbinsel führt. Es gibt auch eine umsteigefreie Direktverbindung nach Madrid über Sevilla.
Die Tranvía Metropolitano de la Bahía de Cádiz (oder kurz: Trambahía) ist eine Verknüpfung zwischen Straßenbahn und Eisenbahn und verbindet seit Oktober 2022 Cádiz und Chiclana. Der Betreiber Renfe Viajeros fährt mit CAF-Urbos-Fahrzeugen auf der Linie in iberischer Spur.

### Flugzeug

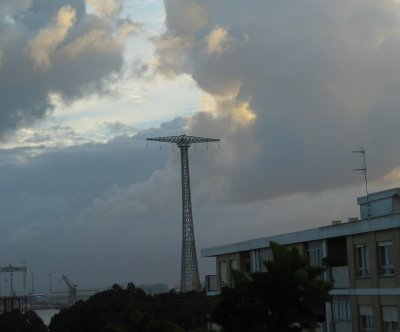
Hochspannungsmast der Freileitung über die Bucht von Cádiz

Nächster internationaler Flughafen ist der Flughafen Jerez in 35 km Entfernung (Flughafen Sevilla: 134 km). Seit September 2005 existiert eine direkte Busverbindung vom Flughafen Jerez nach Cádiz und zurück. Circa 3 Minuten zu Fuß vom Flughafen ist der Bahnhof des Flughafens (Jerez Aeropuerto). Es fährt stündlich ein Nahverkehrszug zum Hauptbahnhof von Cádiz.

### Freileitung über die Bucht von Cádiz
In den 1950er Jahren wurde über die Bucht von Cádiz eine Hochspannungsleitung mit zwei Drehstromkreisen gespannt, die auf beiden Seiten der Bucht an den beiden ca. 160 Meter hohen Freileitungsmasten von Cádiz aufgehängt sind.

## Sport
Der bekannteste Fußballverein der Stadt ist der Cádiz Club de Fútbol, zu deutsch FC Cádiz. Der 1910 gegründete Verein spielte viele Jahre in der Segunda División, der zweithöchsten spanischen Spielklasse. Mehrere Spielzeiten verbrachte der Club auch in der Primera División, von 1985 bis 1993 gar acht Jahre in Folge. Im Sommer 2020 kehrte der Verein nach 14-jähriger Abstinenz in die höchste spanische Spielklasse zurück, stieg nach der Saison 2023/2024 jedoch wieder ab. Heimstätte des Vereins ist das 1955 eröffnete Estadio Ramón de Carranza im Süden der Stadt mit einem Fassungsvermögen von rund 25.000 Zuschauern.

## Söhne und Töchter der Stadt

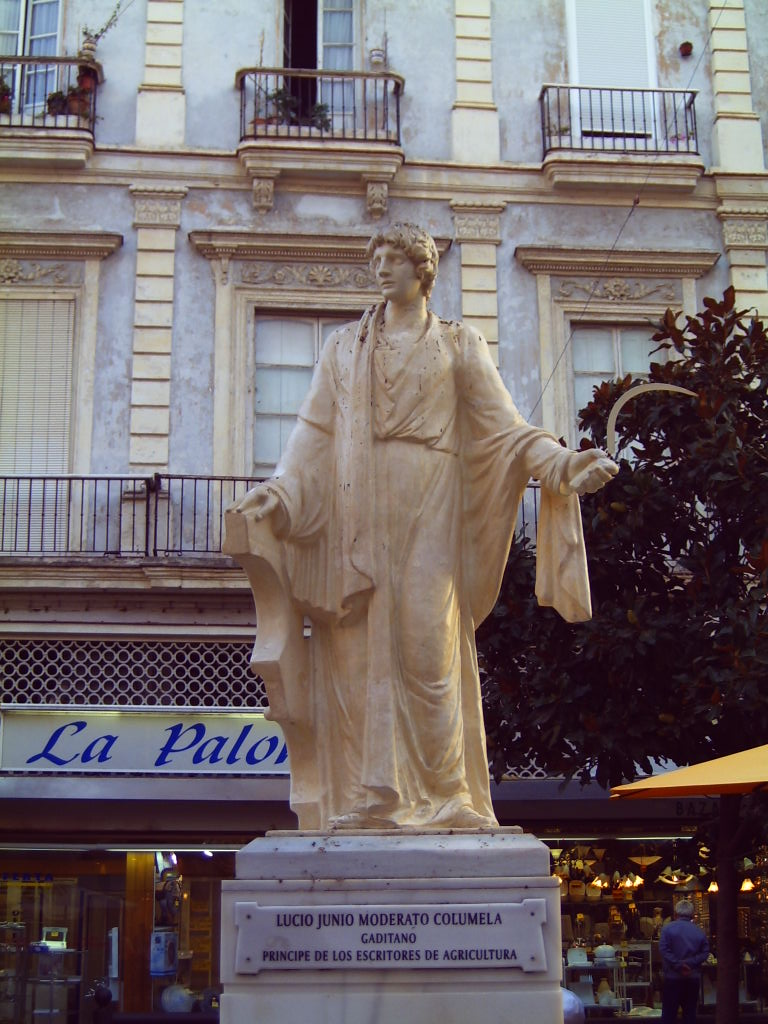
Columella-Statue auf der Plaza de las Flores

- Lucius Cornelius Balbus Maior (* 1. Jh. v. Chr.), römischer Konsul des zweiten Triumvirats
- Lucius Iunius Moderatus Columella († um 70 n. Chr.), römischer Schriftsteller
- Moderatos von Gades (1. Jahrhundert n. Chr.), antiker Philosoph
- Francisco de Meneses Brito (* um 1615; † 1672), spanischer Soldat und von 1664 bis 1668 Gouverneur von Chile
- Pedro de Cevallos (1715–1778), Politiker und Militär, der als erster Vizekönig von Río de la Plata amtierte
- José Mutis (1732–1808), Botaniker und Mathematiker
- José Cadalso (1741–1782), Schriftsteller
- José de Iturrigaray (1742–1814), Vizekönig von Neuspanien
- Juan Ruiz de Apodaca (1754–1835), spanischer Offizier, zeitweilig Vizekönig von Neuspanien
- Juan Manuel Cajigal (1757–1823), spanischer Kapitän-General in Venezuela und auf Kuba und von 1819 bis 1821 Gouverneur von Kuba
- Juan Ignacio González de Castillo (1763–1800), Dramenautor (insbesondere von Sainetes)
- José María Narváez (1768–1840), Marineoffizier, Entdecker und Navigator
- Philippe Libon (1775–1838), französischer Violinvirtuose und Komponist
- Pepita Tudó (1779–1869), Gräfin von Castillo Fiel und Vizegräfin von Rocafuerte
- Pedro Juan de Zulueta (1784–1855), britischer Bankier und spanischer Politiker
- El Planeta (1789–1856), Flamenco-Sänger
- Antonio Alcalá Galiano (1789–1865), liberaler Politiker, Romanist und Hispanist
- Francisco Javier de Istúriz (1790–1871), Staatsmann, Regierungspräsident
- Federico Roncali (1806–1857), Ministerpräsident von Spanien (1852–1853)
- Fernando de la Puente y Primo de Rivera (1808–1867), Geistlicher, römisch-katholischer Bischof von Salamanca und Erzbischof von Burgos
- Pedro José de Zulueta (1809–1882), britischer Bankier
- Luis González Bravo (1811–1871), Ministerpräsident von Spanien
- George Gordon Meade (1815–1872), General der Unionsarmee im amerikanischen Bürgerkrieg
- Antonio Machado Núñez (1815–1896), Anthropologe, Geologe, Zoologe
- Carl Ramon Soter von Lederer (1817–1890), österreichischer Diplomat
- Eduardo Benot (1822–1907), Politiker, Pädagoge, Mathematiker, Sprachwissenschaftler, Romanist und Hispanist
- Manuel Rancés y Villanueva (1824–1897), Diplomat
- Manuel Pavía (1827–1895), General
- José Gonzáles (1829–1902), genannt „Patiño“, Flamencogitarrist, siehe Café cantante#Atmosphäre und Publikum
- Emilio Castelar (1832–1899), Schriftsteller und Politiker
- Segismundo Moret Prendergast (1833–1913), Ministerpräsident von Spanien
- Manuel Pérez (* um 1835), genannt „El Pollo“, Flamencogitarrist
- Fermín Salvochea (1842–1907), Anarchist
- Enrique el Mellizo (1848–1906), Flamenco-Sänger
- José María Lacalle (1860–1937), Komponist
- Edmond Dehodencq (1862–1887), französischer Maler und Radierer
- Salvador Viniegra (1862–1915), Historienmaler und Kunstmäzen
- José del Hierro (1864–1933), Geiger, Musikpädagoge und Komponist
- José Felipe Abárzuza y Rodríguez de Arias (1871–1948), Maler
- José Oliva Nogueira (1873–1945), argentinischer Lyriker, Dramatiker und Journalist
- Manuel de Falla (1876–1946), Komponist
- José Cubiles (1894–1971), Pianist und Musikpädagoge
- José María Pemán (1898–1981), Schriftsteller und Jurist
- Antonio Momplet (1899–1974), Filmregisseur und Drehbuchautor
- Juan Modesto (1906–1969), republikanischer General im Bürgerkrieg
- María del Carmen Bousada (1940–2009), im Alter von 66 Jahren älteste Mutter der Welt
- Sebastián Rodríguez Veloso (* 1957), Terrorist und Schwimmer
- Chano Domínguez (* 1960), Jazz-Pianist
- Elvira Lindo (* 1962), Schriftstellerin und Journalistin
- Paz Padilla (* 1969), Humoristin, Schauspielerin und Fernsehmoderatorin
- Juanito (* 1976), Fußballspieler
- Ismael Falcón (* 1985), Fußballspieler
- Chico (* 1987), Fußballspieler
- Marta Carro (* 1991), Fußballspielerin
- Julio García Vico (* 1992), Dirigent und Pianist
- Suso (* 1993), Fußballspieler
- Kike Linares (* 1999), spanisch-philippinischer Fußballspieler
- Daniel Yáñez (* 2007), Fußballspieler

## Städtepartnerschaften
Partnerstädte von Cádiz sind:
- Ambalema, Kolumbien (2008)[26]
- Bogotá, Kolumbien (2008)[26]
- Brest, Frankreich (1986)[27][26]
- Buenos Aires, Argentinien (1975)[26]
- Ceuta, Spanien (2007)[26]
- Dakhla, Marokko (1992)[26]
- A Coruña, Spanien (2005)[26]
- Guaduas, Kolumbien (2008)[26]
- Havanna, Kuba (1998)[26]
- Honda, Kolumbien (2008)[26]
- Huelva, Spanien[26]
- Mexiko-Stadt, Mexiko[26]
- Móstoles, Spanien (2008)[26]
- Las Palmas de Gran Canaria, Spanien[26]
- Puebla, Mexiko[26]
- San Pedro Cholula, Mexiko[26]
- San Juan (Puerto Rico), USA[26]
- San Sebastián de Mariquita, Kolumbien (2008)[26]
- Santa Cruz de Tenerife, Spanien[26]
- Tanger, Marokko[26]
- Torrevieja, Spanien (2003)[26]
- Veracruz, Mexiko[26]